# Paul Gaujac
Paul Marcel Henri Gaujac, né le 12 décembre 1934 à Antibes, est un militaire et historien français spécialiste de la Seconde Guerre mondiale.

## Biographie
Paul Gaujac passe une partie de son enfance à Toulon où il vit les années d'occupation et les journées de la libération de la ville en août 1944.
Il est diplômé de l'École spéciale militaire de Saint-Cyr (promotion de 1954 « Amilakvari »).
Dès 1956, il participe aux opérations de la Guerre d'algérie pendant cinq années  comme observateur  Aviation légère de l'Armée de terre (ALAT) et commandant de compagnie.
Il sert dans les troupes aéroportées et occupe ensuite plusieurs postes interarmées au commandement du transport aérien militaire et à la force océanique stratégique.
En 1964, alors capitaine au 1er RM, il intègre l'École d'état-major.
Il est promu lieutenant-colonel en 1976.
Il termine sa carrière militaire au grade de colonel.
En 1989, il est nommé à la tête du Service historique de l'armée de terre (SHAT) par Jean-Pierre Chevènement, ministre de la défense, et titularisé en 1990, poste qu'il occupe jusqu'en 1994.
Très grand expert militaire, Paul Gaujac est l'auteur de nombreux ouvrages principalement sur l'armée française durant la Seconde Guerre mondiale  dont certains ont été couronnés par l'Académie française,.

### Controverse
En février 1994, à la suite de la publication par Sirpa Actualité le 31 janvier 1994 d'un article controversé de son service  sur le centenaire de la condamnation et de la déportation du capitaine Dreyfus, il est limogé par François Léotard, ministre de la défense,. Il dépose un recours devant le tribunal administratif contre cette décision. En 1997, il obtient gain de cause et la décision est annulée.

## Publications principales

### Ouvrages
- La Bataille de Provence - 1943-1944, Lavauzelle, 1984
- La bataille et la libération de Toulon. 18 au 28 août 1944, Fayard, 1984
- L'Armée de la victoire, t.1, Le Réarmement, 1942-1943, Lavauzelle, 1984
- L'Armée de la victoire, t.2, De Naples à l'île d'Elbe, Lavauzelle, 1985
- L'Armée de la victoire, t.3, De la Provence à l'Alsace, Lavauzelle, 1985
- L'Armée de la victoire, t.4, Du Rhin au Danube, Paris, Lavauzelle, 1986
- Suez 1956, Lavauzelle, 1986
- La Guerre en Provence 1944-1945 - Une bataille méconnue, PU Lyon, 1998
- Les forces spéciales de la Libération, Histoire & Collections, 1999
- Le Corps expéditionnaire français en Italie 1943-1944, Histoire et collections, 2003
- Le débarquement de Provence: Août 1944 Anvil-Dragoon, Histoire et collections, 2004
- Les Généraux de la Victoire 1914-1918, 2 volumes, Histoire & Collections, 2007
- L'artillerie de campagne américaine : 1941-1945, Histoire & Collections, 2008
- 1940 Les troupes coloniales dans la Campagne De France, Histoire & collections, 2010
- L'armée française 1943-1956, Histoire & Collections, 2011
- La 3 sous le signe de la victoire : de la 3e DIA à la 3e BM, 1943-2013, Histoire & collections, 2014
- Les Goums marocains 1941-1945, Esprit Du Temps, 2021

### Direction d'ouvrages
- Sous la direction de Paul Gaujac, Histoire des parachutistes français, Service de production littéraire, 1975. En 2 Tomes: t1, De la Seconde Guerre Mondiale à la Guerre d'Indochine - t2, De la guerre d'Indochine au Temps de Paix
- Sous la direction de Paul Gaujac et Antoine Champeaux, Le débarquement de Provence - actes du colloque international organisé les 5, 6 et 7 octobre 2004 à Fréjus, Lavauzelle, 2008

### Traductions
- Anthony Clayton, Histoire de l'armée française en Afrique (1830-1962), traduit de l'anglais par Paul Gaujac, Albin Michel, 1994

## Récompenses
- Prix Biguet de l'Académie française en 1984 pour La bataille et la libération de Toulon. 18 au 28 août 1944[7].
- Prix maréchal-Louis-Hubert-Lyautey de l’Académie des sciences d’outre-mer en 2022 pour Les Goums marocains pendant la Seconde guerre mondiale, 1941-1945